# James Patrick Mallory
James Patrick Mallory (San Bernardino (California), 25 ottobre 1945) è un archeologo e indoeuropeista statunitense professore alla Queen's University di Belfast.

## Biografia
Riceve il suo B.A. in Storia dall'Occidental College in California nel 1967, prestando poi il servizio militare per tre anni nelle forze armate statunitensi nel corpo della polizia militare con il grado di sergente. Ricevette il suo dottorato di ricerca in indoeuropeistica dall'UCLA nel 1975. ha tenuto diverse mansioni durante l'esordio del Queen nel 1977, diventando Professore di Archeologia Preistorica nel 1998.
La ricerca del professor Mallory ha focalizzato un primo neolitico e un'età del bronzo in Europa, il problema della patria dei proto-indoeuropei, e l'archeologia dell'antica Irlanda, favorendo un approccio integrativo a queste questioni, comparando le prove letterarie, linguistiche e archeologiche per risolvere gli enigmi storici.
Una conseguenza di questa sua preferenza verso un approccio integrato è la sua tenace critica riguardo all'ipotesi anatolica, la teoria sulle origini indoeuropee avanzata da Colin Renfrew, la quale localizza la patria originaria (Urheimat) di questa famiglia linguistica nell'antica Anatolia neolitica, associando la sua espansione con quella parallela dell'agricoltura. Un elemento chiave di questa critica è stata una vigorosa difesa della paleontologia linguistica come un valido strumento per risolvere il problema della patria indoeuropea, argomentando che Renfrew sia scettico al suo riguardo, più precisamente perché essa offre alcune delle più forti prove contro il proprio ultimo modello. Mallory ha pubblicato recentemente un nuovo libro insieme a Douglas Q. Adams, intitolato The Oxford Introduction to Proto-Indo-European and the Proto-Indo-European World (L'introduzione di Oxford al proto-indoeuropeo e il mondo proto-indoeuropeo) edito dalla Oxford University Press, dove senza dubbio il dibattito con Renfrew verrà riassunto in modo più zelante.
Mallory è redattore del Journal of Indo-European Studies, pubblicato dall'Istituto per lo studio dell'uomo di cui Roger Pearson è il direttore e fondatore.

## Opere maggiori

### Libri
- J. P. Mallory, In Search of the Indo-Europeans: Language, Archaeology and Myth [Alla ricerca degli indoeuropei: lingua, archeologia e mito], London, Thames & Hudson, 1989, ISBN 0-500-27616-1.
- J. P. Mallory, T. E. McNeill, The Archaeology of Ulster [l'archeologia di Ulster], Belfast, Dufour Editions, 1991, ISBN 0-85389-353-5.
- J. P. Mallory e D. Q. Adams, Encyclopedia of Indo-European Culture, London and Chicago, Fitzroy-Dearborn, 1997, ISBN 1-884964-98-2.
- J. P. Mallory, Victor H. Mair, The Tarim Mummies: Ancient China and the Mystery of the Earliest Peoples from the West (le mummie di Tarim: l'antica Cina e il mistero delle più antiche popolazioni occidentali), London, Thames & Hudson, 2000, ISBN 0-500-05101-1.
- J. P. Mallory, D. Q. e Adams, The Oxford Introduction to Proto-Indo-European and the Proto-Indo-European World (L'introduzione di Oxford al proto-indoeuropeo e il mondo proto-indoeuropeo), negli USA, Oxford University Press, 2006, ISBN 9780199287918.
- The Origins of the Irish, Londra, Thames & Hudson, 2013.
- In Search of the Irish Dreamtime: Archaeology and Early Irish Literature, Londra, Thames & Hudson, 2016.

### Articoli
- «The homelands of the Indo-Europeans» [= La patria degli indoeuropei], in Archaeology and Language I: Theoretical and Methodological Orientations, a cura di R. Blench e M. Spriggs, Londra e Nuova York, Routledge, 1997, p. 93–121.
- J. P. Mallory, K. Jones-Bley and M. E. Huld, eds., The Indo-European homeland problem: A matter of time (Il problema della patria indoeuropea: una questione di tempo), in Journal of Indo-European Studies Monography, vol. 17, Washington, D.C., 1993,  pp. 1–22.
- «The Old Irish chariot» [= Il vecchio carro irlandese], in Mír Curad. Studies in Honor of Calvert Watkins, a cura di Jay Jasanoff, Craig Melchert e Lisi Oliver, Innsbruck, Innsbrucker Beitrage zur Sprachwissenschaft, p. 451–464.
- «Gli Indoeuropei e i popoli delle steppe : il modello della sostituzione delle lingue», in Radici prime dell'Europa. Gli intrecci genetici, linguistici, storici, a cura di Gianluca Bocchi e Mauro Ceruti, Milano, Bruno Mondadori, 2001; trad. di Marco Di Sario.